# Grækenlands Super League
Grækenlands Super League er den bedste, græske fodboldrække for herrer. Ligaen blev dannet i det nuværende format i 2006, efter Alpha Ethniki (1959-2006) og Panhellinion (1927-1956). Ligaen blev gjort professionel under Alpha Ethniki i 1979, efter at have været halv-professionel i en del år.
Grækenlands Super League er en liga med 14 hold, der møder hinanden to gange hver sæson, dermed 30 spillerrunder per sæson. Den er delt op i to kalenderår, fra juli til maj.

## Tidligere vindere
Denne liste viser mestrene fra 1928 til 2024-25-æraen
| Klub              | Sejre | Sejrende år |
| ----------------- | ----- | --- |
| Olympiakos Pireus | 48    | 1931, 1933, 1934, 1936, 1937, 1938, 1947, 1948, 1951, 1954, 1955, 1956, 1957, 1958, 1959, 1966, 1967, 1973, 1974, 1975, 1980, 1981, 1982, 1983, 1987, 1997, 1998, 1999, 2000, 2001, 2002, 2003, 2005, 2006, 2007, 2008, 2009, 2011, 2012, 2013, 2014, 2015, 2016, 2017, 2020, 2021, 2022, 2025 |
| Panathinaikos     | 20    | 1930, 1949, 1953, 1960, 1961, 1962, 1964, 1965, 1969, 1970, 1972, 1977, 1984, 1986, 1990, 1991, 1995, 1996, 2004, 2010 |
| AEK Athen         | 13    | 1939, 1940, 1963, 1968, 1971, 1978, 1979, 1989, 1992, 1993, 1994, 2018, 2023 |
| PAOK Thessaloniki | 4     | 1976, 1985, 2019, 2024 |
| Aris Thessaloniki | 3     | 1928, 1932, 1946 |
| AEL               | 1     | 1988 |

## Statistik

### Top tre ranking (1959–2025)
| Klub            | Mester | Toer | Treer | Top 3 i alt |
| --------------- | ------ | ---- | ----- | ----------- |
| Olympiakos      | 33     | 15   | 11    | 59          |
| Panathinaikos   | 17     | 21   | 14    | 52          |
| AEK             | 11     | 17   | 18    | 46          |
| PAOK            | 4      | 9    | 10    | 23          |
| Aris            | –      | 1    | 6     | 7           |
| OFI             | –      | 1    | 2     | 3           |
| AEL             | 1      | 1    | –     | 2           |
| Panionios       | –      | 1    | 1     | 2           |
| Apollon Athen   | –      | –    | 1     | 1           |
| Iraklis         | –      | –    | 1     | 1           |
| Atromitos       | –      | –    | 1     | 1           |
| Asteras Tripoli | –      | –    | 1     | 1           |